# Ingrid Tandrevold
Ingrid Landmark Tandrevold (Bærum, 23 de septiembre de 1996) es una deportista noruega que compite en biatlón.
Ganó once medallas en el Campeonato Mundial de Biatlón, entre los años 2019 y 2025, y cuatro medallas en el Campeonato Europeo de Biatlón, en los años 2016 y 2017.
Participó en dos Juegos Olímpicos de Invierno, ocupando el cuarto lugar en Pyeongchang 2018 (relevo) y el quinto en Pekín 2022 (velocidad).

## Palmarés internacional
| Campeonato Mundial | Campeonato Mundial           | Campeonato Mundial | Campeonato Mundial      |
| Año                | Lugar                        | Medalla            | Prueba                  |
| ------------------ | ---------------------------- | ------------------ | ----------------------- |
| 2019               | Östersund (Suecia)           | Medalla de oro     | Relevo                  |
| 2019               | Östersund (Suecia)           | Medalla de plata   | Velocidad               |
| 2020               | Anterselva (Italia)          | Medalla de oro     | Relevo                  |
| 2021               | Pokljuka (Eslovenia)         | Medalla de oro     | Relevo                  |
| 2021               | Pokljuka (Eslovenia)         | Medalla de plata   | Salida en grupo         |
| 2021               | Pokljuka (Eslovenia)         | Medalla de bronce  | Individual              |
| 2023               | Oberhof (Alemania)           | Medalla de oro     | Relevo mixto            |
| 2023               | Oberhof (Alemania)           | Medalla de plata   | Salida en grupo         |
| 2024               | Nové Město (República Checa) | Medalla de plata   | Relevo mixto            |
| 2024               | Nové Město (República Checa) | Medalla de bronce  | Relevo mixto individual |
| 2025               | Lenzerheide (Suiza)          | Medalla de plata   | Relevo                  |
| Campeonato Europeo |                              |                    |                         |
| Año                | Lugar                        | Medalla            | Prueba                  |
| 2016               | Tiumén (Rusia)               | Medalla de bronce  | Persecución             |
| 2016               | Tiumén (Rusia)               | Medalla de bronce  | Salida en grupo         |
| 2016               | Tiumén (Rusia)               | Medalla de bronce  | Relevo de velocidad     |
| 2017               | Duszniki-Zdrój (Polonia)     | Medalla de plata   | Relevo mixto individual |